# Isanthrene vogli
Isanthrene vogli är en fjärilsart som beskrevs av Forster 1949. Isanthrene vogli ingår i släktet Isanthrene och familjen björnspinnare. Inga underarter finns listade i Catalogue of Life.